# Y Gaer
Y Gaer är en lämning av en romersk befästning (castrum) i Wales. Den ligger i kommunen Powys.

## Galleri

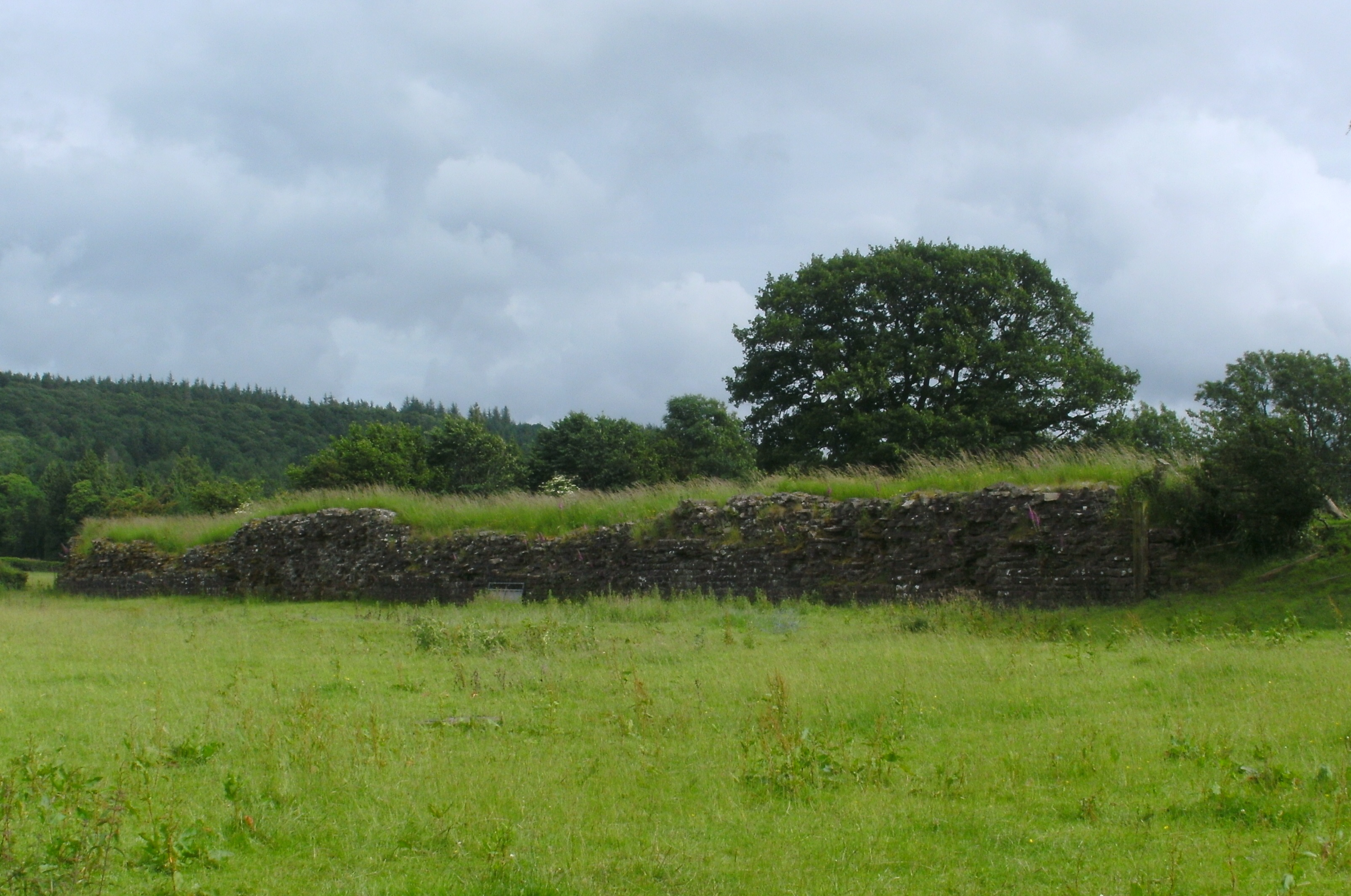
Lämningar av norra vallen
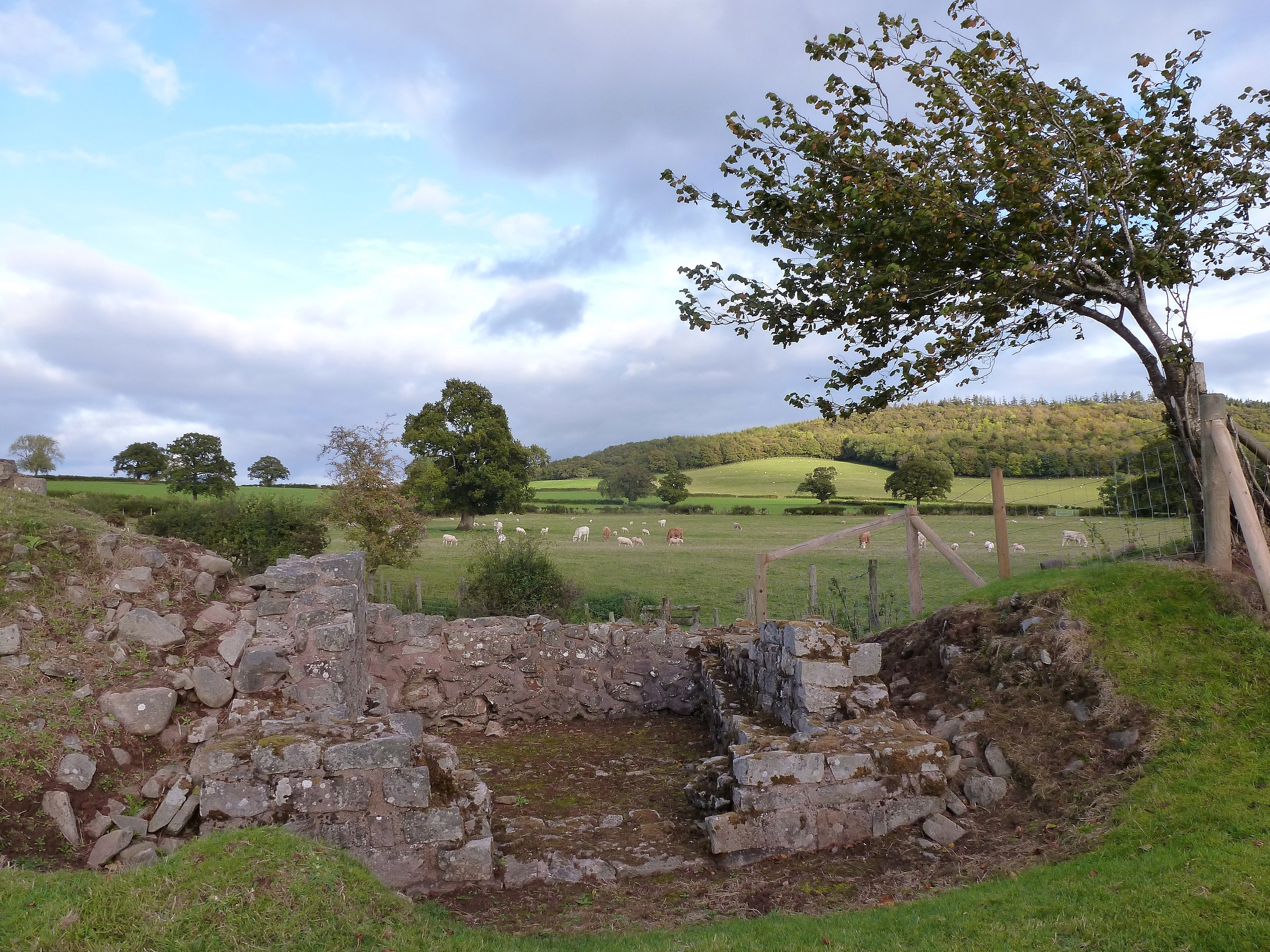
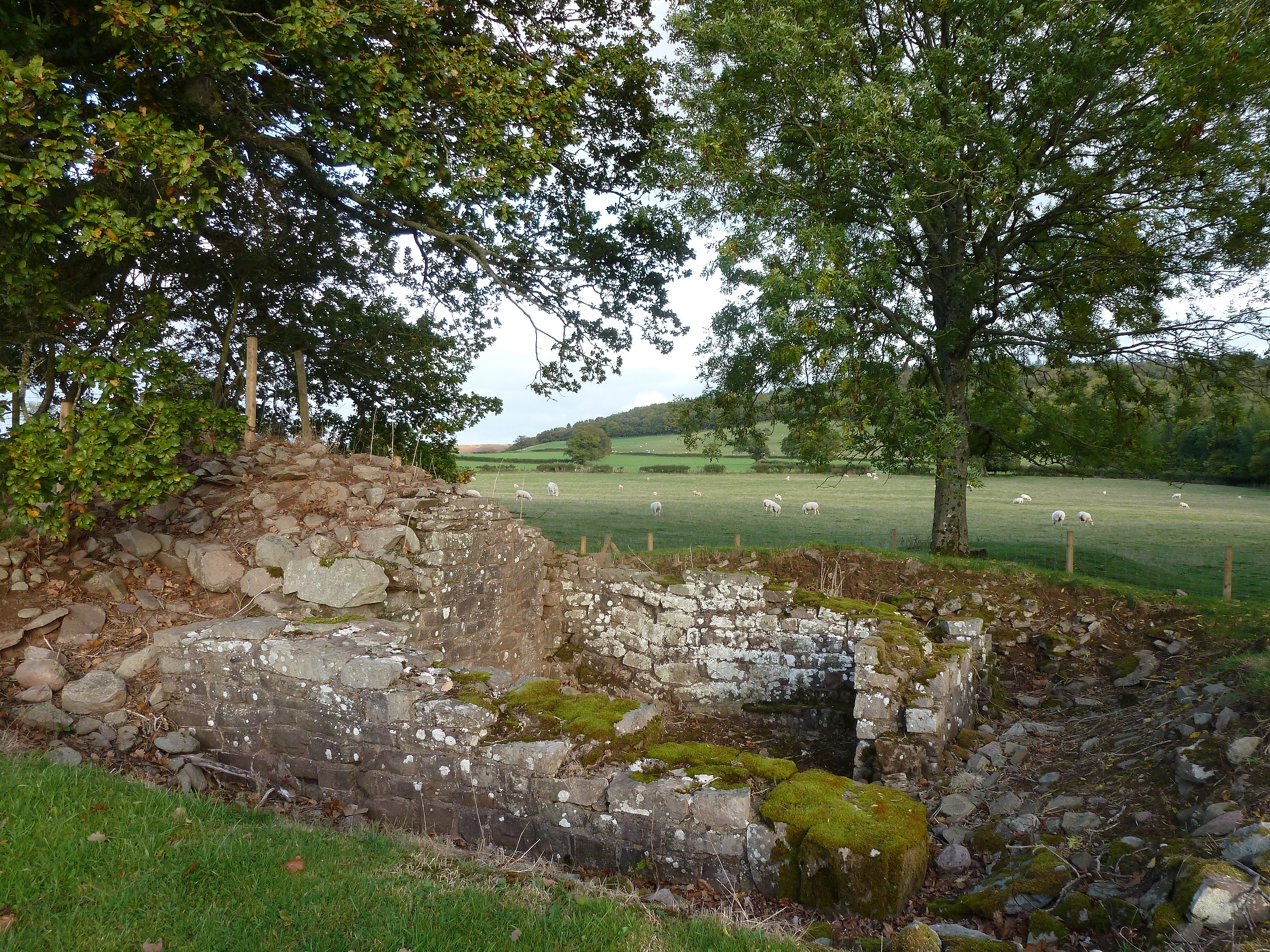
Östra porten
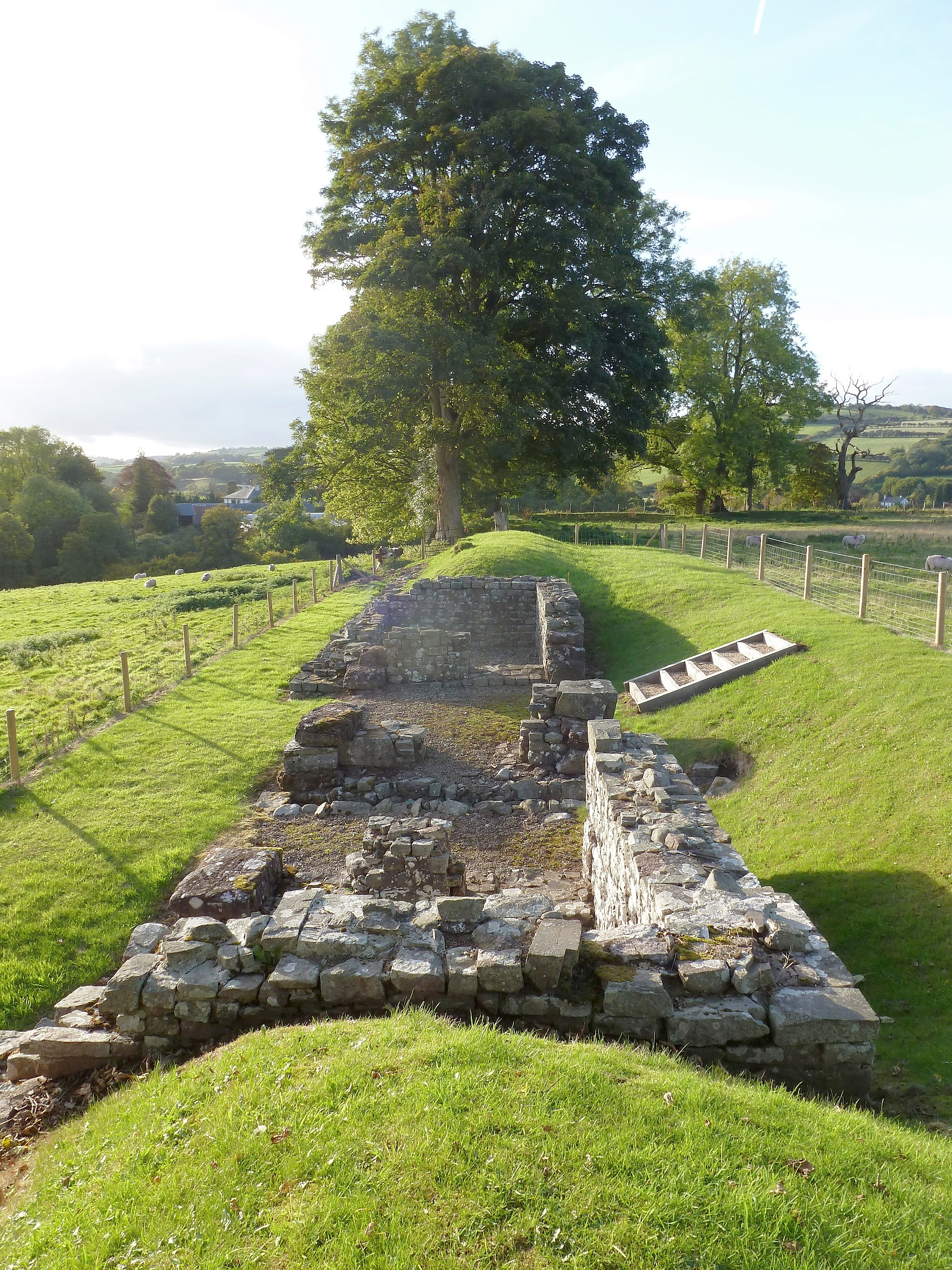
Södra porten
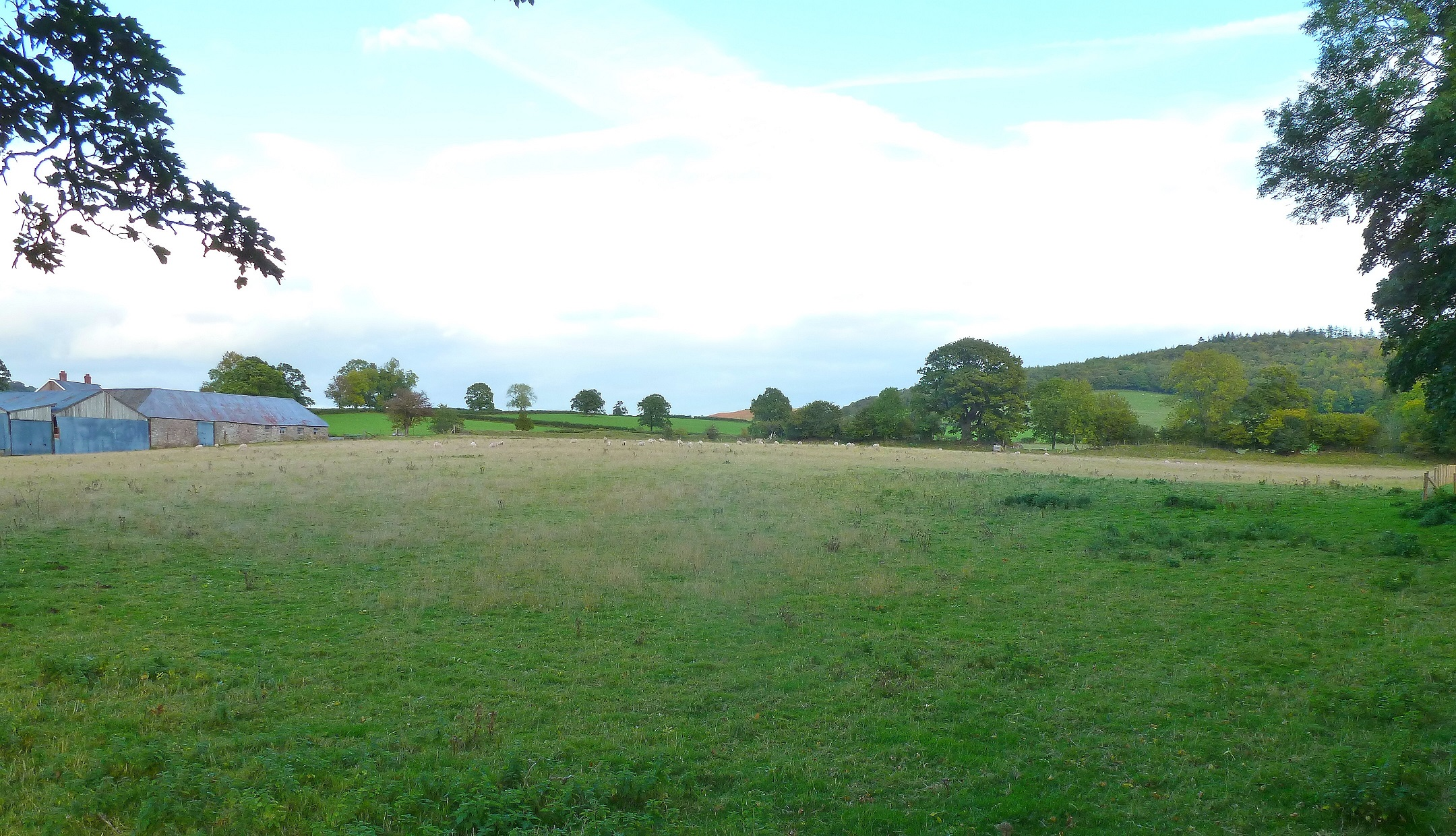
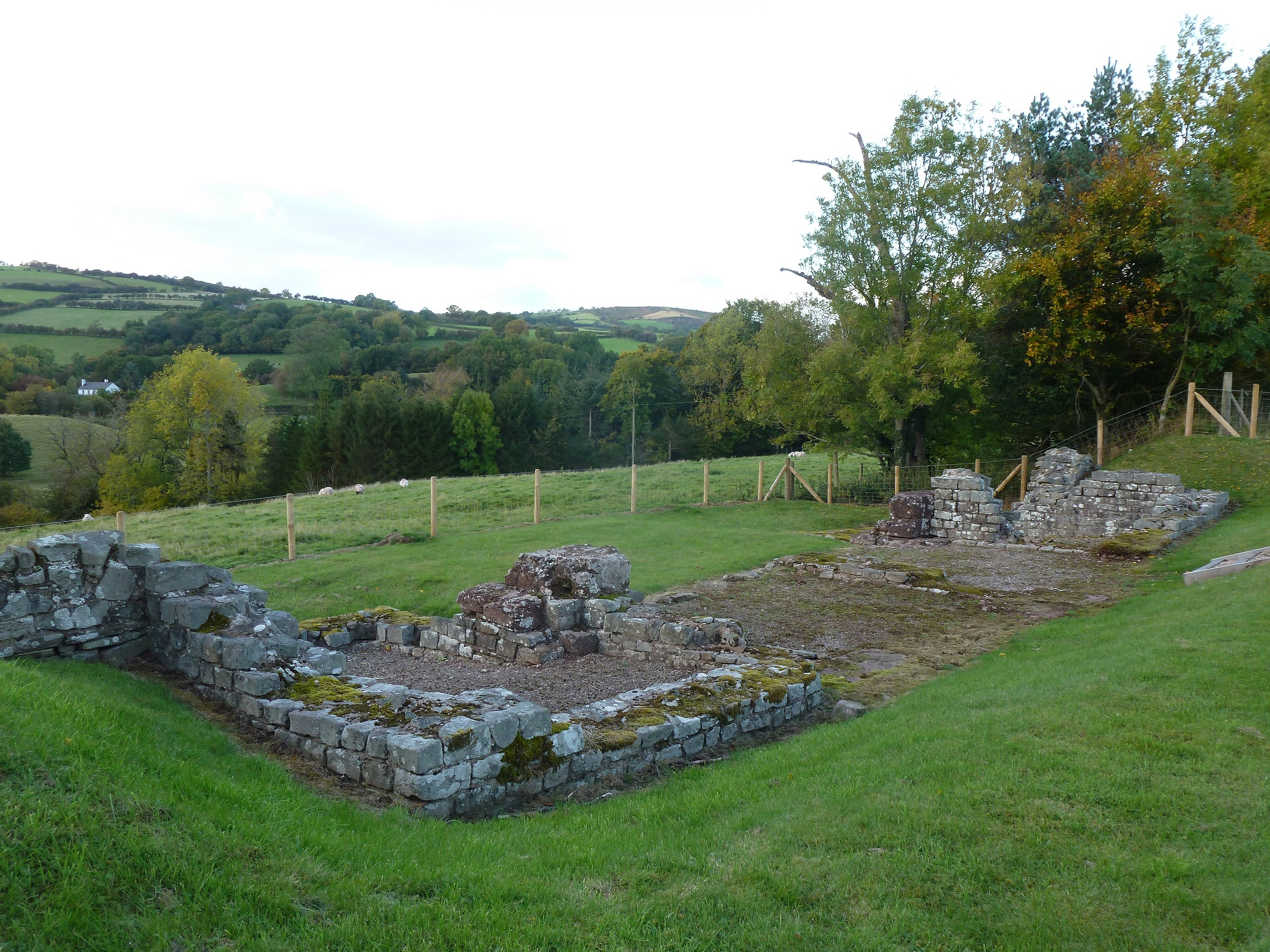
Västra porten